# Alsta sjö
Alsta sjö är en sjö i Enköpings kommun i Uppland och ingår i Norrströms huvudavrinningsområde. Sjön är 5,3 meter djup, har en yta på 1,28 kvadratkilometer och är belägen 0 meter över havet. Vid provfiske har en stor mängd fiskarter fångats, bland annat abborre, asp, björkna och braxen. Alsta sjö avvattnas av Örsundaån som även är det huvudsakliga tillflödet till sjön.

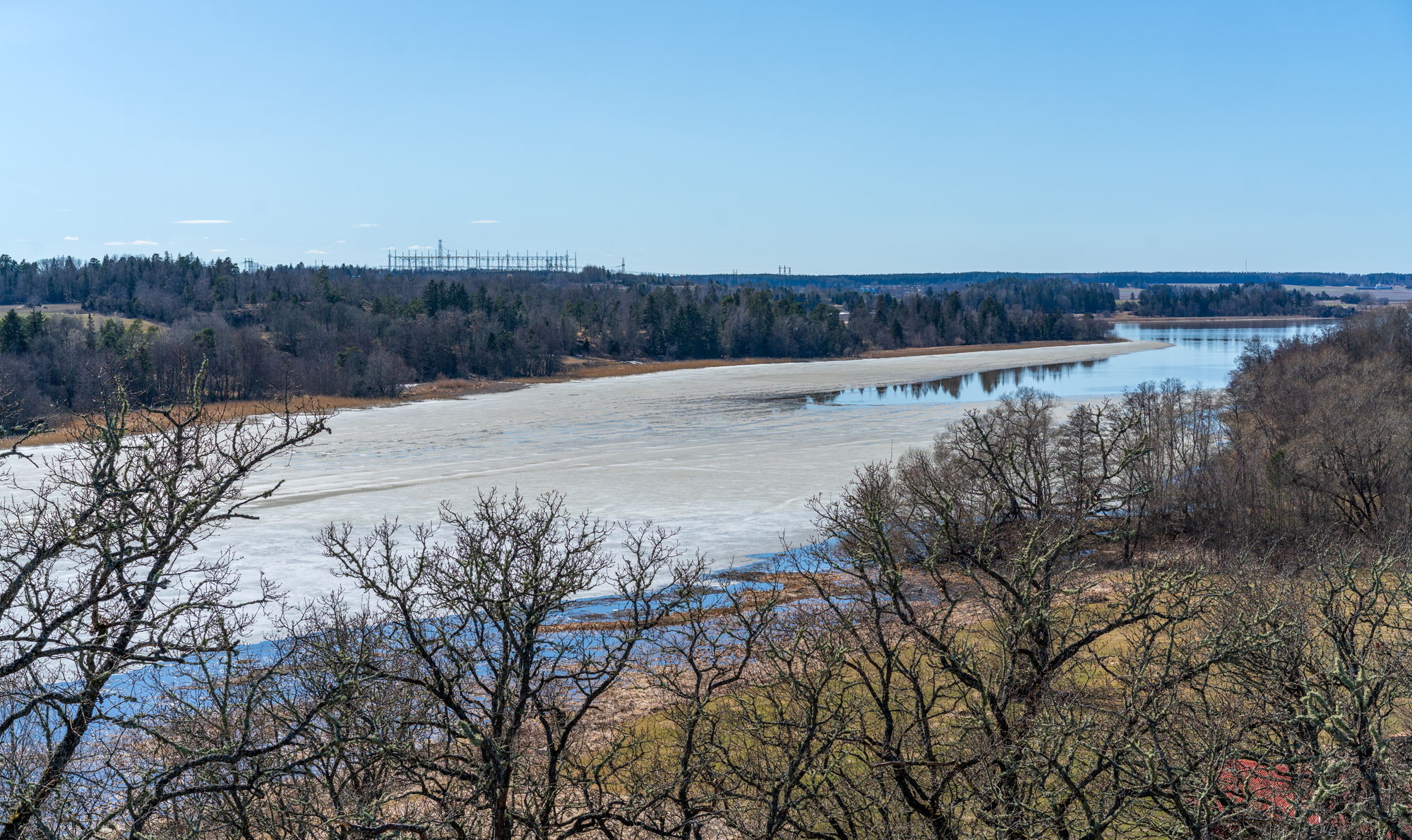
Utsikt mot Alsta Sjö från Uvberget.

## Delavrinningsområde
Alsta sjö ingår i det delavrinningsområde (662569-158246) som SMHI kallar för Utloppet av Alsta Sjö. Medelhöjden är 32 meter över havet och ytan är 24,1 kvadratkilometer. Räknas de 22 avrinningsområdena uppströms in blir den ackumulerade arean 707,71 kvadratkilometer. Örsundaån som avvattnar avrinningsområdet mynnar i Mälaren (Lårstaviken), som i sin tur mynnar i havet (Östersjön) via Norrström. Avståndet från avrinningsområdet till havet är 95 kilometer. Avrinningsområdet består mestadels av skog (49 procent) och jordbruk (35 procent). Avrinningsområdet har 1,23 kvadratkilometer vattenytor vilket ger det en sjöprocent på 5,1 procent.

## Fisk
Vid provfiske har följande fisk fångats i sjön:
| - Abborre - Asp - Björkna - Braxen - Faren - Gärs - Gädda - Gös - Löja - Mört - Nors | - Ruda - Storspigg - Sutare |